# Балканска браћа
Балканска браћа је југословенски филм из 2005. године. Режирао га је Божидар Бота Николић, док су сценарио писали Стеван Копривица и Обрад Ненезић. Филм је премијерно приказан у Сава центру 23. марта 2005. године.

## Радња
Филм је инспирисан истинитом причом, говори о емигрантима екс-Југославије који у потрази за голом егзистенцијом, напуштају земљу захваћену ратним дешавањима, али уместо тога, доспевају у париско подземље. Ствари се додатно закомпликују када јунаци бивају уплетени у етничке сукобе карактеристичне за балканско поднебље, при чему настају комичне ситуације.
Група емиграната доспевши у Париз уместо обећане земље, богатства и благостања, бива упетљана у посао са дрогом. Испоставља се да је њихов домаћин и добротвор и сам "југовић", превејани криминалац и нарко бос. Заједно са својом помоћницом сексепилном и времешном Београђанком сумњивог морала и прошлости, приморава новајлије на рад са дрогом. Новонастала ситуација изазива низ мучних као и бесмислених сукоба.

## Улоге
| Глумац               | Улога      |
| -------------------- | ---------- |
| Светозар Цветковић   | Газда      |
| Исидора Минић        | Снајка     |
| Никола Којо          | Пакито     |
| Горан Шушљик         | Bулe       |
| Петар Божовић        | Митар      |
| Војислав Кривокапић  | Чедо       |
| Добрило Чворовић     | Асим       |
| Светомир Станишић    | Гаши       |
| Васо Вујановић       | Папа       |
| Љубица Вујовић Бараћ | Препелица  |
| Никола Ивановић      | Дете       |
| Илија Дапчевић       | Виолиниста |

## Занимљивост
- Овај филм је римејк телевизијског филма из 1982. године који је такође написао Стеван Копривица, под називом Кројачи џинса.